# 우수디자인 상품선정
우수디자인(GD) 상품선정은 산업디자인진흥법에 의거하여 공정한 심사를 거쳐 디자인이 우수한 상품에 정부인증 심볼인 GD (Good Design) 심볼을 부여하는 제도로, 산업통상자원부가 주최하고 한국디자인진흥원 이 주관한다. 한국디자인진흥원의 전신인 한국디자인포장센터가 산업계나 일반 소비자들의 디자인에 대한 이해와 인식을 고취시키고 나아가 산업디자인의 개발과 제품의 부가 가치를 향상시키기 위하여 1985년에 처음 시행하였다.

## 우수디자인(GD) 상품선정

### 관련 법률
산업디자인진흥법 법률 제 16128호 제6조(우수산업디자인상품의 선정 등)
① 산업통상자원부장관은 우수한 산업디자인의 개발을 촉진하기 위하여 디자인이 우수한 상품(이하 "우수산업디자인상품"이라 한다)을 선정하는 등 필요한 조치를 할 수 있다.  <개정 2009. 5. 21., 2013. 3. 23.>
② 산업통상자원부장관은 제1항에 따라 선정된 우수산업디자인상품에 대하여 필요하다고 인정하는 경우에는 시상을 할 수 있다.  <개정 2009. 5. 21., 2013. 3. 23.>
③ 삭제  <1999. 2. 5.>
④ 산업통상자원부장관은 제1항에 따라 선정된 우수산업디자인상품에 대하여는 그 상품이 우수산업디자인상품임을 나타내는 표지(이하 "우수산업디자인표지"라 한다)를 붙여서 판매하게 할 수 있다.  <개정 2009. 5. 21., 2013. 3. 23.>
⑤ 삭제  <2014. 12. 30.>
⑥ 제1항 및 제2항에 따른 우수산업디자인상품의 선정기준 및 방법, 시상, 지원과 제4항에 따른 우수산업디자인표지의 사용기준 등에 관하여 필요한 사항은 대통령령으로 정한다.  <개정 2009. 5. 21., 2014. 12. 30.>

### 역사
- 1983년 6월 한국무역협회는 한국 상품을 수입하는 각국 바이어들에게 우리나라 상품에 대한 설문조사를 실시했는데, 이때 한국 상품의 디자인이 다른 나라의 상품보다 우수해 구매한다고 한 답변은 2.4%에 불과했다.[2] 이에 품질 면에서 아무리 우수하다 하더라도 디자인 분야에서 낙후되면 국제경쟁력에서 진가를 발휘하지 못할 것이라는 우려가 불거지자[3], 당시 KIDP는 1985년 디자인 진흥 정책 중 하나로 선진국의 모범 사례를 참고해 우수디자인(Good Design, GD) 선정 제도(이하 GD 선정제)를 제정·실시했다.[4]
- 1994년 중소기업 산업디자인 지도상품전 개최를 통해 1백여 중소업체들의 새로운 제품들을 선보였다.[5]
- 2000년부터는 인간 공학과 감성 공학을 결합시킨 실용적인 디자인, 친환경적 요소를 가진 디자인 등이 나타났다.[6]
- 1985년부터 2020년까지 총 32,913개의 상품이 출품되었으며 12,666개의 상품이 선정되었다.[7]

## GOOD DESIGN 심볼변천사
- 한국디자인진흥원은 기관 설립 50주년과 우수디자인(GD)상품선정 36년을 기념해 세계 속의 한국디자인 위상을 높이고자 최근 GD심볼을 변경했다고 밝혔다. 글로벌 디자인 인증 심볼로 자리잡기 위해 레드색상으로 재정립했고 이는 한국디자인진흥원의 대표컬러와도 동일하다.[2]

## 역대 우수디자인상품 출품수 및 선정 현황(1985~2020)
| 연도 | 출풀수(개) | 선정수 | 선정수 | 선정수 |
| 연도 | 출풀수(개) | 선정   | 수상   | 계     |
| ---- | ---------- | ------ | ------ | ------ |
| 1985 | 284        | 48     |        | 48     |
| 1986 | 250        | 62     |        | 62     |
| 1987 | 511        | 149    |        | 149    |
| 1988 | 675        | 116    |        | 116    |
| 1989 | 288        | 125    |        | 125    |
| 1990 | 473        | 118    |        | 118    |
| 1991 | 380        | 117    |        | 117    |
| 1992 | 174        | 70     |        | 70     |
| 1993 | 309        | 72     | 15     | 87     |
| 1994 | 389        | 117    | 15     | 132    |
| 1995 | 447        | 147    | 25     | 172    |
| 1996 | 602        | 267    | 43     | 310    |
| 1997 | 422        | 160    | 41     | 201    |
| 1998 | 346        | 138    | 41     | 179    |
| 1999 | 419        | 131    | 24     | 155    |
| 2000 | 685        | 281    | 39     | 320    |
| 2001 | 750        | 211    | 38     | 249    |
| 2002 | 861        | 278    | 52     | 330    |
| 2003 | 908        | 327    | 55     | 382    |
| 2004 | 1346       | 680    | 64     | 744    |
| 2005 | 1378       | 580    | 64     | 644    |
| 2006 | 1461       | 596    | 63     | 659    |
| 2007 | 1604       | 587    | 65     | 652    |
| 2008 | 1757       | 577    | 69     | 646    |
| 2009 | 1864       | 554    | 63     | 617    |
| 2010 | 1426       | 399    | 55     | 454    |
| 2011 | 1501       | 479    | 57     | 536    |
| 2012 | 1739       | 544    | 69     | 613    |
| 2013 | 1703       | 542    | 81     | 623    |
| 2014 | 1222       | 408    | 70     | 478    |
| 2015 | 1349       | 435    | 85     | 520    |
| 2016 | 1120       | 356    | 87     | 443    |
| 2017 | 1146       | 377    | 95     | 472    |
| 2018 | 875        | 261    | 78     | 339    |
| 2019 | 1041       | 340    | 80     | 420    |
| 2020 | 1208       | 405    | 79     | 484    |
| 합계 | 32913      | 11054  | 1612   | 12666  |